# موتور دادمحمد هشتوگانی چاه حسن
موتور دادمحمد هشتوگانی چاه حسن یک منطقهٔ مسکونی در ایران است که در دهستان جازموریان واقع شده‌است. موتور دادمحمد هشتوگانی چاه حسن ۲۵ نفر جمعیت دارد.